# سنت آنتونی (کشتی)
سنت آنتونی (کشتی) (به انگلیسی: St Anthony (ship)) یک کشتی بود.